# Moranopteris caucana
Moranopteris caucana är en stensöteväxtart som först beskrevs av Georg Hans Emmo Wolfgang Hieronymus, och fick sitt nu gällande namn av R.Y.Hirai och J.Prado. Moranopteris caucana ingår i släktet Moranopteris och familjen Polypodiaceae. Inga underarter finns listade.